# Памятники истории и культуры района Беимбета Майлина
Памятники истории и культуры местного значения района Беимбета Майлина — отдельные постройки, здания и сооружения, некрополи, произведения монументального искусства, памятники археологии, включенные в Государственный список памятников истории и культуры местного значения Костанайской области. Списки памятников истории и культуры местного значения утверждаются исполнительным органом региона по представлению уполномоченного органа по охране и использованию историко-культурного наследия.
В Государственном списке памятников истории и культуры местного значения города в редакции постановления акимата Костанайской области от 31 марта 2020 года числились 25 наименований.

## Список памятников
| Номер в списке | Название                           | Изображение | Годы постройки      | Место нахождения                                                   | Вид памятника                        |
| -------------- | ---------------------------------- | ----------- | ------------------- | ------------------------------------------------------------------ | ------------------------------------ |
| 914            | Памятник Беимбету Майлину          |             | 1979 год            | село Красносельское                                                | сооружение монументального искусства |
| 915            | Курган Аят I                       |             | ранний железный век | 6 километров к юго-западу от села Юбилейное                        | археология                           |
| 916            | Курганная группа Аят II            |             | ранний железный век | 9 километров к северо-западу от села Набережное                    | археология                           |
| 917            | Курган Аят III                     |             | ранний железный век | 0,3 километра к югу от моста через реку Аят                        | археология                           |
| 918            | Курган Аят IV                      |             | ранний железный век | 5 километров к северо-востоку от села Набережное                   | археология                           |
| 919            | Курган Аят V                       |             | ранний железный век | 6 километров к северо-востоку от села Майское                      | археология                           |
| 920            | Курганная группа Аят VI            |             | ранний железный век | 0,4 километра к северу от села Красносельское                      | археология                           |
| 921            | Курган Аят VII                     |             | ранний железный век | 1,8 километра к северу от села Майское                             | археология                           |
| 922            | Курганная группа Аят VIII          |             | ранний железный век | 1 километр к северо-западу от села Журавлевка                      | археология                           |
| 923            | Стоянка Жалшы I                    |             | ранний железный век | 4,2 километра к юго-востоку от села Асенкритовка                   | археология                           |
| 924            | Курганная группа у села Журавлевка |             | ранний железный век | 7,2 километра к западу от села Красносельское                      | археология                           |
| 925            | Курганная группа Коржункуль I      |             | ранний железный век | 3 километра к юго-востоку от поселка Октябрьский города Лисаковска | археология                           |
| 926            | Курган Коржункуль II               |             | ранний железный век | 8 километров к востоку от города Лисаковска                        | археология                           |
| 927            | Курган Кызылжар I                  |             | ранний железный век | 5 километров к западу от села Асенкритовка                         | археология                           |
| 928            | Курган Кызылжар II                 |             | ранний железный век | 4 километра к юго-востоку от села Николаевка                       | археология                           |
| 929            | Курган Кызылжар III                |             | ранний железный век | 1 километр к юго-востоку от села Асенкритовка                      | археология                           |
| 930            | Курган Кызылжар IV                 |             | ранний железный век | 3 километра к юго-востоку от села Асенкритовка                     | археология                           |
| 931            | Стоянка Саз I                      |             | ранний железный век | 15,1 километра к юго-востоку от села Кайындыколь                   | археология                           |
| 932            | Стоянка Саз II                     |             | ранний железный век | 15 километров к югу от села Кайындыколь                            | археология                           |
| 933            | Стоянка Саз III                    |             | ранний железный век | 13,7 километра к юго-востоку от села Кайындыколь                   | археология                           |
| 934            | Курган Саз IV                      |             | ранний железный век | 14,8 километра к юго-востоку от села Кайындыколь                   | археология                           |
| 935            | Курган Саз V                       |             | ранний железный век | 13,6 километра к юго-востоку от села Кайындыколь                   | археология                           |
| 936            | Курган Саз VI                      |             | ранний железный век | 15 километров к юго-востоку от села Кайындыколь                    | археология                           |
| 937            | Курганная группа Токтыбай I        |             | ранний железный век | 11 километров к западу от села Набережное                          | археология                           |
| 938            | Курган Токтыбай II                 |             | ранний железный век | 10 километров к северо-востоку от села Айет                        | археология                           |